# Manuel Preciado
Manuel Preciado Rebolledo (* 28. August 1957 in El Astillero, Kantabrien; † 7. Juni 2012 in Sueca) war ein spanischer Fußballspieler und -trainer.

## Werdegang
Preciado bestritt in seiner aktiven Zeit 59 spanische Erstligaspiele als Verteidiger. Sein erstes Ligaspiel bestritt er am 5. April 1978 für Racing Santander bei der 0:3-Niederlage gegen UD Salamanca in der Primera División. In seiner zweiten Saison als Profi, in der Saison 1978/79 stieg er mit Santander aus der ersten Liga ab. 1981 schaffte er mit dem Verein den Wiederaufstieg. Eine Saison später verließ er den Verein und spielte fortan höchstens zweitklassig für die Klubs FC Linares, RCD Mallorca, Deportivo Alavés, CD Ourense und Gimnástica de Torrelavega.

### Trainerlaufbahn

#### Racing Santander
Die erste nennenswerte Station von Manuel Preciado als Trainer war der Tercera-División-Club Gimnástica de Torrelavega. Nach einem Jahr übernahm er in der Saison 1996/97 Racing Santander B. Anschließend legte er eine dreijährige Pause ein, ehe er im Jahr 2000 wieder das Amt als Trainer von Racing B übernahm. Im Sommer 2002 übernahm Manuel Preciado die erste Mannschaft von Racing Santander, die in der Saison 2001/02 gerade erst als Tabellenzweiter in die Primera División aufgestiegen war. Mit Racing konnte er den Klassenerhalt erreichen.

#### Aufstiegskampf
Für die Saison 2003/04 übernahm Preciado UD Levante und erreichte im ersten Anlauf den Aufstieg. Obwohl sein Team den Sprung in die Erstklassigkeit geschafft hatte, blieb Manuel Preciado in der Segunda División und ging zu Real Murcia. Nach dem fehlgeschlagenen Aufstieg folgte der erneute Wechsel zu Racing. Mit den Kantabriern hielt er mit nur einem Punkt Vorsprung vor Deportivo Alavés gerade so die Klasse.
Seit 2006 trainierte Manolo Preciado den Zweitligisten Sporting Gijón. In der Saison 2007/08 gelang es ihm, den Traditionsverein zurück in die Primera División zu führen. In den folgenden drei Jahren bewahrte er den Klub erfolgreich vor dem Abstieg. Am 31. Januar 2012 wurde er von seinem Verein freigestellt.
Anfang Juni erklärte sich Preciado bereit, in der Saison 2012/13 den spanischen Fußballklub FC Villarreal zu trainieren, der nach der Saison 2011/12 in die Segunda División abgestiegen war. Nur einen Tag später verstarb er an den Folgen eines Herzinfarkts.

## Erfolge
als Spieler
- 1980/81: Aufstieg mit Racing Santander in die Primera División

als Trainer
- 2003/04: Aufstieg mit UD Levante in die Primera División
- 2007/08: Aufstieg mit Sporting Gijón in die Primera División